# Szindara
Szindara (ros. Cyndar i oset. Cindar) – wieś w Osetii Południowej, w regionie Znauri. W 2015 roku liczyła 44 mieszkańców.